# Turgan-Foy

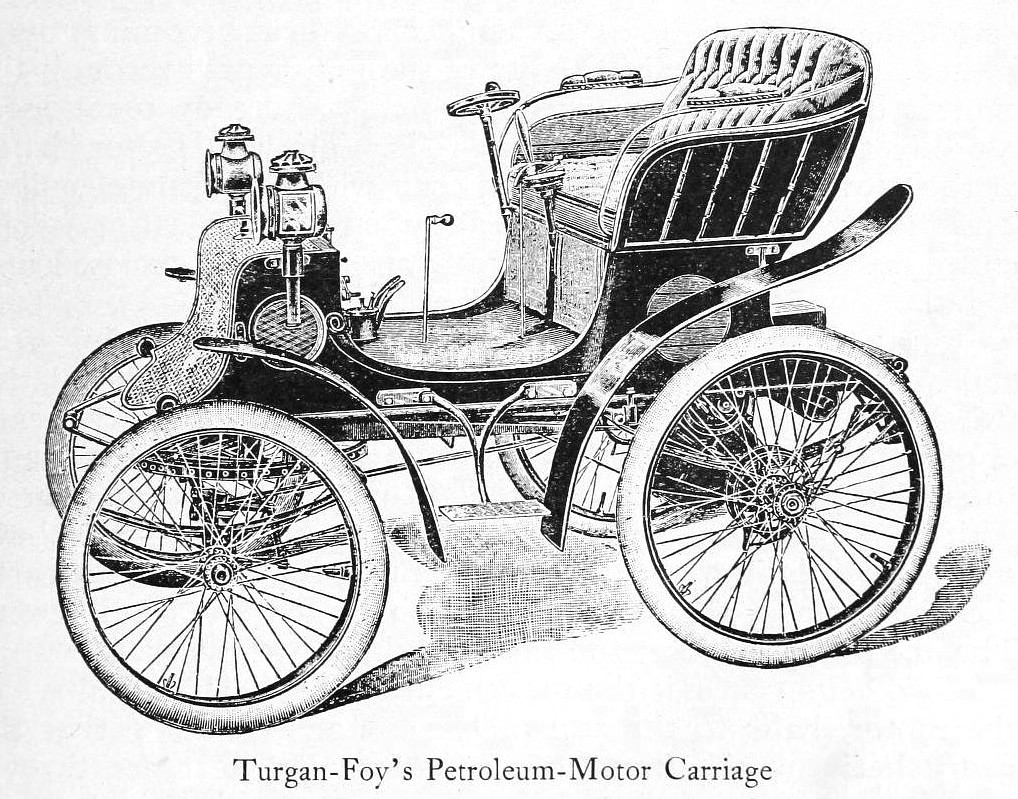
Turgan-Foy 4 ½ CV (1899).

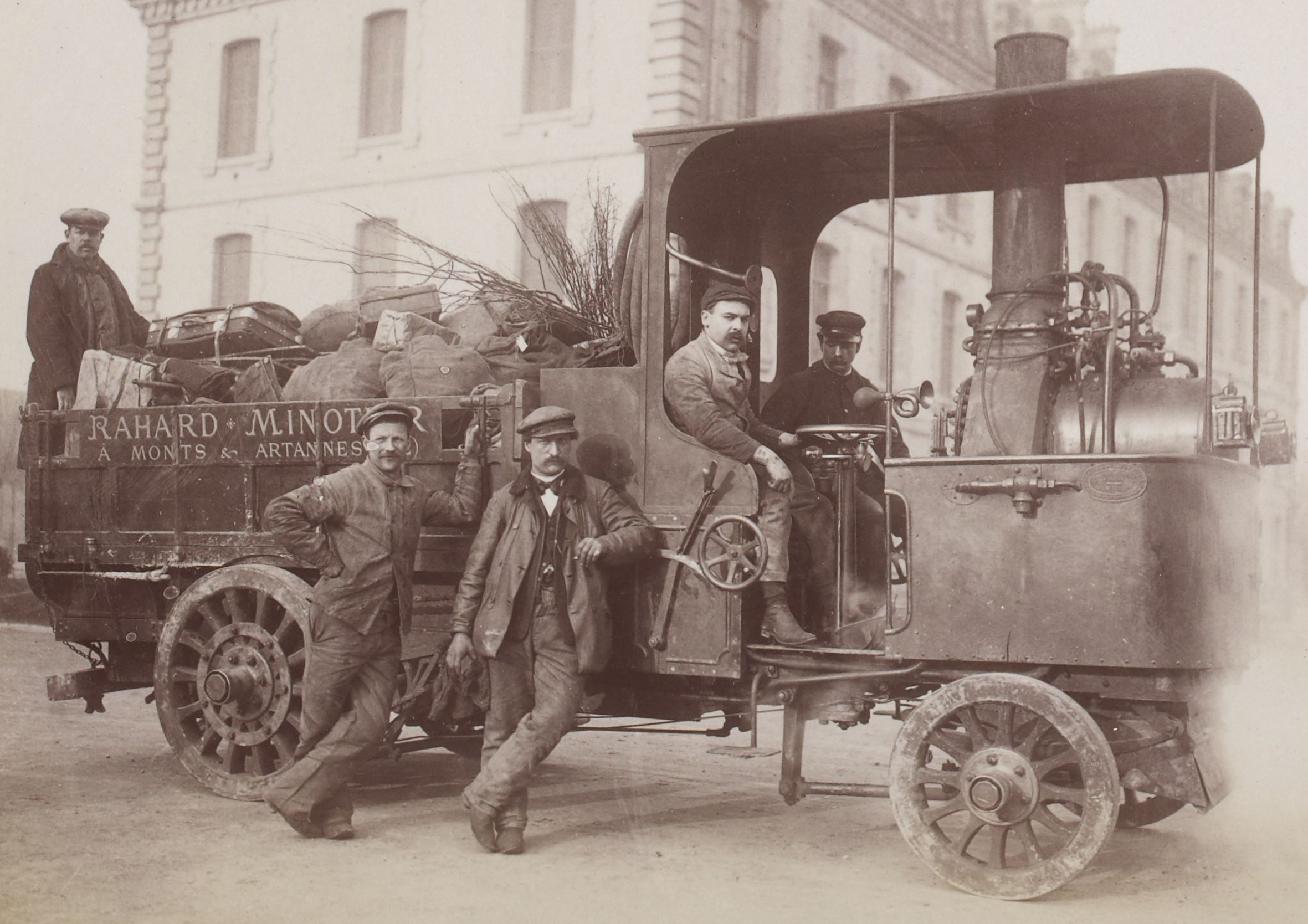
Camion à vapeur Turgan-Foy de 1902 (conduit par M. Turgan).

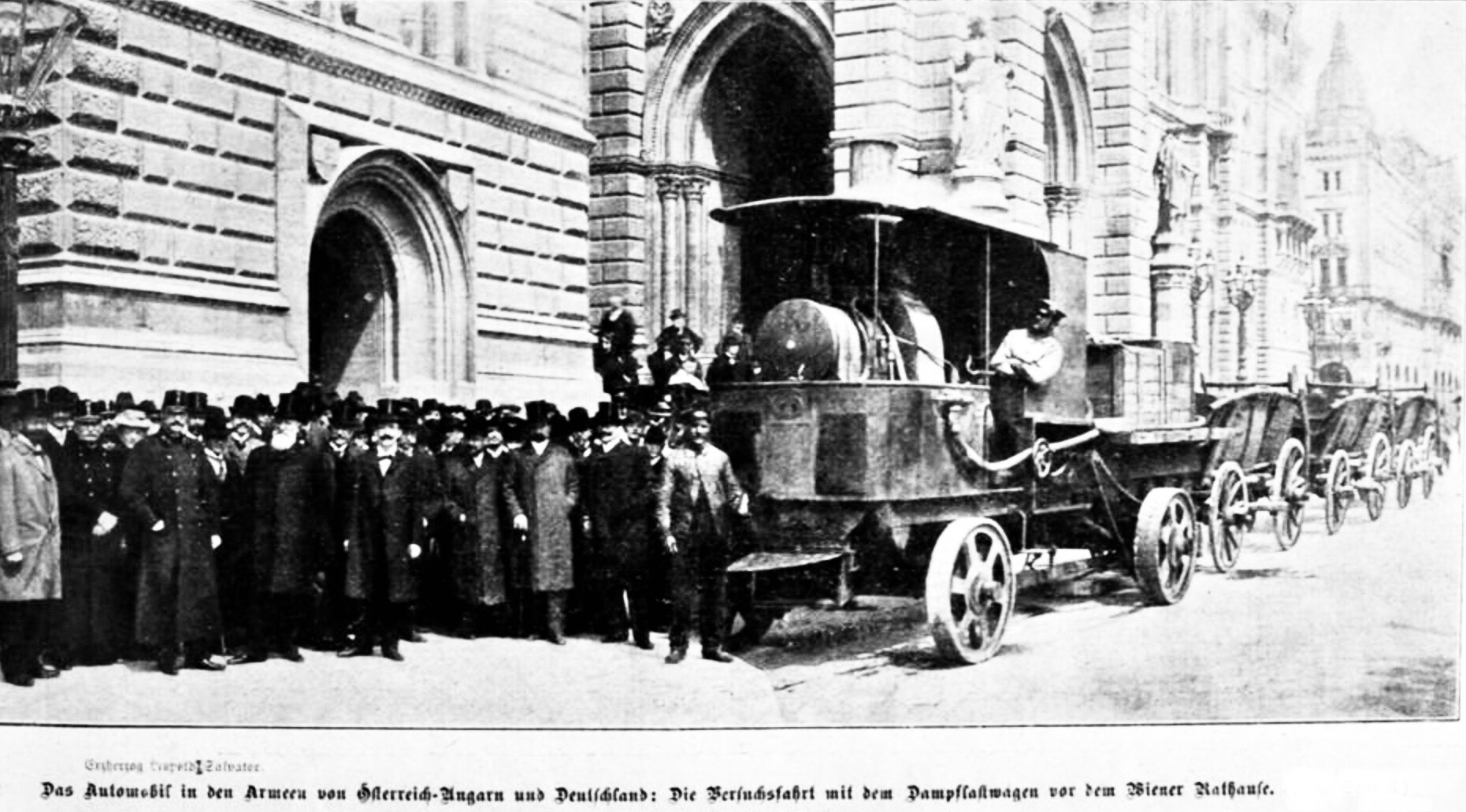
Turgan-Foy (1903).

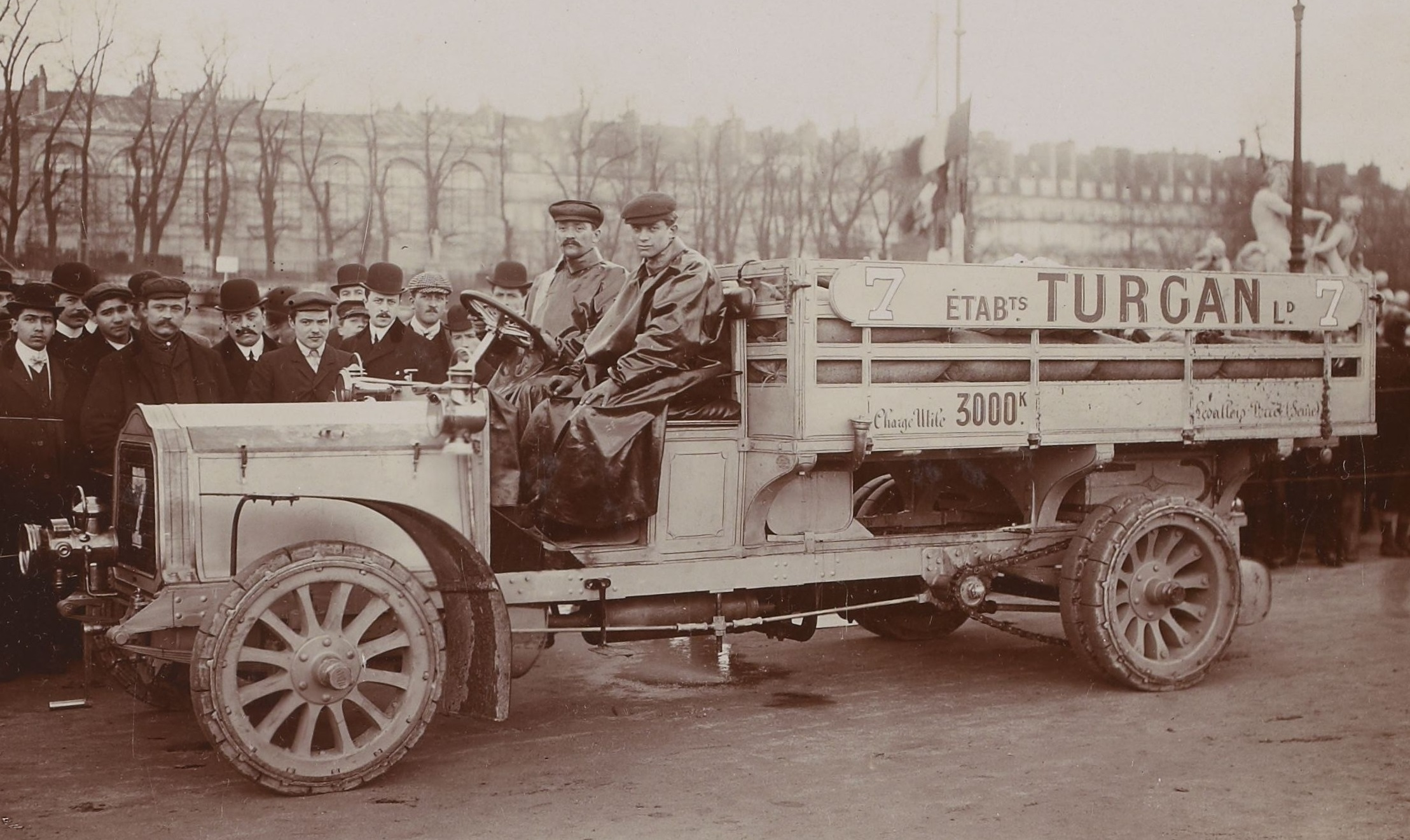
Camion Turgan Limited I de 1906.

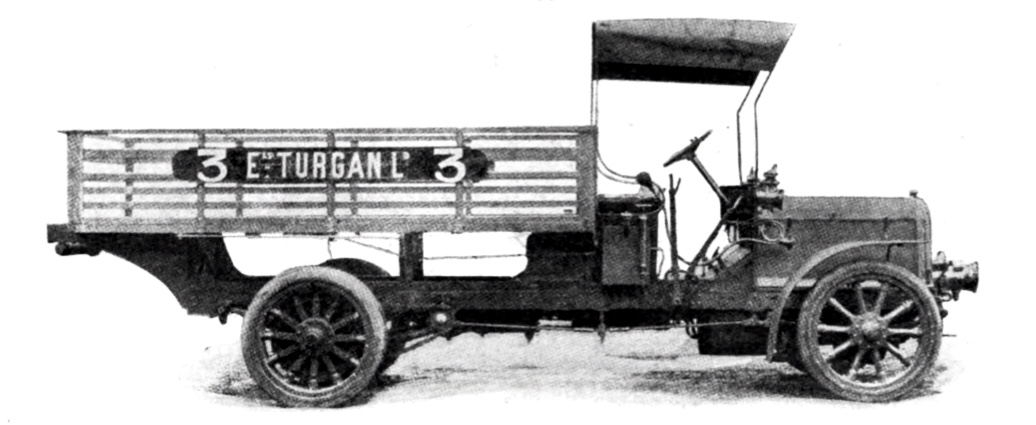
Turgan 2,9 t (1907).

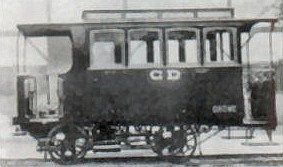
Automotrice à vapeur Turgan-Foy, vers 1905-1910.

Turgan Foy est un constructeur automobile français.
La société Turgan-Foy, puis Turgan, Foy & Cie, de Levallois-Perret produisit des automobiles, des camions, des autobus et du matériel ferroviaire, à vapeur ou à essence, depuis 1899 jusqu'à sa disparition en 1910. L’usine était située au 95-98 rue Carnot (Levallois-Perret).

## Histoire
Les premiers modèles étaient équipés de moteurs construits à Neuilly-sur-Seine par la Société des Moteurs et Automobiles Voitures Filtz. Il y eut d'abord le modèle 4 ½ ch, qui fut ensuite monté à 6 ch et enfin à 8 ch. En 1902 sont apparus les modèles à quatre cylindres de 16 ch puis 24 ch avec arbre d'entraînement. Des modèles plus puissants jusqu'à 60 ch avec entraînement par chaîne furent également construits.
Le véhicule de quatre ch et demi avait un moteur à deux cylindres avec un alésage de 80 mm et une course de 100 mm. Le déplacement était de 1005 cm³. La puissance maximale a été atteinte à 1200 tours par minute. La vitesse maximale de la voiture, qui pesait environ 250 kg, était de 40 à 45 km/h.